# Eparchia di San Tommaso Apostolo di Chicago
L'eparchia di San Tommaso Apostolo di Chicago (in latino: Eparchia Sancti Thomae Apostoli Chicagiensis Syrorum-Malabarensium) è una sede della Chiesa cattolica siro-malabarese negli Stati Uniti d'America, immediatamente soggetta alla Santa Sede. Nel 2022 contava 91.150 battezzati. È retta dall'eparca John "Joy" Alappat.

## Territorio
L'eparchia comprende i fedeli della Chiesa cattolica siro-malabarese negli Stati Uniti d'America.
Sede eparchiale è la città di Chicago. A Bellwood si trova la cattedrale di San Tommaso apostolo (Mar Thoma Shleeha Cathedral).
Il territorio è suddiviso in 33 parrocchie.

## Storia
L'eparchia è stata eretta il 16 febbraio 2001 con la bolla Congregatio di papa Giovanni Paolo II. Si tratta della prima eparchia della Chiesa siro-malabarese fuori dall'India.

## Cronotassi dei vescovi
Si omettono i periodi di sede vacante non superiori ai 2 anni o non storicamente accertati.
- Jacob Angadiath (16 febbraio 2001 - 3 luglio 2022 ritirato)
- John "Joy" Alappat, dal 3 luglio 2022

## Statistiche
L'eparchia nel 2022 contava 91.150 battezzati.
| anno | popolazione | popolazione | popolazione | presbiteri | presbiteri | presbiteri | presbiteri                | diaconi | religiosi | religiosi | parrocchie |
| anno | battezzati  | totale      | %           | numero     | secolari   | regolari   | battezzati per presbitero | diaconi | uomini    | donne     | parrocchie |
| ---- | ----------- | ----------- | ----------- | ---------- | ---------- | ---------- | ------------------------- | ------- | --------- | --------- | ---------- |
| 2002 | 112.000     | ?           | ?           | 31         | 18         | 13         | 3.612                     |         | 13        | 65        | 5          |
| 2003 | 100.000     | ?           | ?           | 14         | 14         |            | 7.142                     |         |           | 3         | 6          |
| 2004 | 100.000     | ?           | ?           | 22         | 21         | 1          | 4.545                     |         | 1         | 12        | 7          |
| 2009 | 85.000      | ?           | ?           | 42         | 34         | 8          | 2.023                     |         | 8         | 13        | 14         |
| 2010 | 86.000      | ?           | ?           | 47         | 37         | 10         | 1.829                     |         | 10        | 14        | 18         |
| 2014 | 87.600      | ?           | ?           | 53         | 43         | 10         | 1.652                     |         | 10        | 21        | 33         |
| 2017 | 87.000      | ?           | ?           | 72         | 50         | 22         | 1.208                     |         | 22        | 21        | 33         |
| 2020 | 88.200      | ?           | ?           | 73         | 50         | 23         | 1.208                     |         | 23        | 116       | ?          |
| 2022 | 91.150      | ?           | ?           | 75         | 51         | 24         | 1.215                     |         | 31        | 171       | ?          |